# Валенсия, Хосе Луис
Хосе́ Луи́с Вале́нсия Мури́льо (исп. José Luis Valencia Murillo; род. 19 марта 1982 в Кининде, провинция Эсмеральдас) — эквадорский футболист, левый фланговый полузащитник.

## Биография
Хотя Хосе Луис Валенсия является воспитанником эквадорского клуба «Дельфин», большую часть своей карьеры он отыграл в клубах первенства Нидерландов. Ещё в возрасте 19 лет он отправился в уругвайский «Депортиво Мальдонадо», но вскоре его приобрёл знаменитый «Аякс», где эквадорец продолжил заниматься в молодёжной академии. В составе «Йонг Аякса» Валенсия играл в Кубке Нидерландов.
Летом 2004 года эквадорец подписал контракт с командой НЕК из Неймегена. Под руководством Йохана Неескенса Хосе Луис прочно вошёл в основу команды, но уже в следующем сезоне он провёл за НЕК лишь 2 матча.
В январе 2006 года Валенсия перешёл в «Виллем II», подписав контракт с командой из Тилбурга на 2,5 года. Оставшуюся часть сезона он выступал за основу, сыграв в 15 матчах и забив 1 гол. Успешная игра Валенсии была отмечена и тренерами сборной Эквадора — именно в том году Хосе Луис был вызван в национальную команду на товарищеский матч против сборной Нидерландов, но не принял в ней участия.
Следующий сезон Валенсия начинал в основном составе, но серьёзная травма вывела эквадорца из строя. После возвращения он отыграл ещё несколько матчей, и вновь получил травму, вернувшись на поле только в конце 2007 года. В декабре он вышел на поле, но сразу получил красную карточку и 3-матчевую дисквалификацию, а затем ещё раз травмировался на одной из тренировок. Контракт с «Виллемом II» заканчивался, но клуб предложил игроку продлить его ещё на год с арендой в клуб 2 дивизиона «Эйндховен».
В 2009 году Валенсия перешёл в «Вупперталь» из Третьей германской Лиги, но уже в январе 2010 года разорвал контракт из-за семейных проблем. Несколько дней спустя он подписал контракт с эквадорским клубом ЛДУ Кито. По окончании сезона 2011 года Валенсия стал свободным агентом. Последним клубом в карьере Валенсии в 2013 году стала столичная «Кумбайя».

## Титулы
- Чемпион Эквадора (3): 2003, Ап. 2005, 2007
- Обладатель Кубка Либертадорес (1): 2008
- Обладатель Рекопы (2): 2009, 2010
- Финалист Южноамериканского кубка (2): 2011